# 埃博尼嶺
83°46′S 172°46′E / 83.767°S 172.767°E
埃博尼嶺（英語：Ebony Ridge）是南極洲的山嶺，位於杜費克海岸，處於埃爾德羅普峰和羅伯特斯科特山之間，屬於英聯邦山脈的一部分，現時由南極條約體系管理。